# Gerry Sorensen
Geraldine Ann „Gerry” Sorensen (ur. 15 października 1958 w Kimberley) – kanadyjska narciarka alpejska, mistrzyni świata.

## Kariera
Pierwsze punkty w zawodach Pucharu Świata wywalczyła 12 grudnia 1980 roku w Limone Piemonte, zajmując dwunaste miejsce w kombinacji. Pierwszy raz na podium zawodów pucharowych stanęła 8 lutego 1981 roku w Haus, gdzie zwyciężyła w biegu zjazdowym. W zawodach tych wyprzedziła Irene Epple z RFN i Austriaczkę Cornelię Pröll. W kolejnych startach jeszcze pięć razy plasowała się w czołowej trójce, odnosząc przy tym cztery zwycięstwa: 13 i 14 stycznia 1982 roku w Grindelwald oraz 7 i 8 stycznia 1984 roku w Puy-Saint-Vincent triumfowała w zjazdach. Najlepsze wyniki osiągnęła w sezonach 1981/1982 i 1983/1984, kiedy zajmowała dwunaste miejsce w klasyfikacji generalnej i czwarte w klasyfikacji zjazdu.
Jej największym sukcesem jest złoty medal w zjeździe wywalczony podczas mistrzostw świata w Schladming w 1982 roku. Wyprzedziła tam na podium Cindy Nelson z USA i swą rodaczkę, Laurie Graham. Był to jej jedyny medal wywalczony na międzynarodowej imprezie tej rangi i jednocześnie jedyny start na imprezie tego cyklu. Brała też udział w igrzyskach olimpijskich w Sarajewie dwa lata później, gdzie była szósta w tej samej konkurencji.
W 1984 roku zakończyła karierę.

## Osiągnięcia

### Igrzyska olimpijskie
| Miejsce | Dzień     | Rok  | Miejscowość | Konkurencja | Czas biegu | Strata | Zwyciężczyni   |
| ------- | --------- | ---- | ----------- | ----------- | ---------- | ------ | -------------- |
| 6.      | 16 lutego | 1984 | Sarajewo    | Zjazd       | 1:13,36    | +0,94  | Michela Figini |

### Mistrzostwa świata
| Miejsce | Dzień    | Rok  | Miejscowość | Konkurencja | Czas biegu | Strata | Zwyciężczyni |
| ------- | -------- | ---- | ----------- | ----------- | ---------- | ------ | ------------ |
| 1.      | 4 lutego | 1982 | Schladming  | Zjazd       | 1:37,47    | -      | -            |

### Puchar Świata

#### Miejsca w klasyfikacji generalnej
- sezon 1980/1981: 31.
- sezon 1981/1982: 12.
- sezon 1982/1983: 39.
- sezon 1983/1984: 12.

#### Miejsca na podium
1. Haus – 8 lutego 1981 (zjazd) – 1. miejsce
2. Grindelwald – 13 stycznia 1982 (zjazd) – 1. miejsce
3. Grindelwald – 14 stycznia 1982 (zjazd) – 1. miejsce
4. Arosa – 14 lutego 1982 (zjazd) – 3. miejsce
5. Puy-Saint-Vincent – 7 stycznia 1984 (zjazd) – 1. miejsce
6. Puy-Saint-Vincent – 8 stycznia 1984 (kombinacja) – 1. miejsce